# كأس ألبانيا 2012–13
كأس ألبانيا 2012-2013 هي النسخة 61 من بطولة كأس ألبانيا. نادي لاتشي الفائز بالبطولة تأهل للمشاركة في الدوري التأهيلي الأول من دوري أوروبا 14–2013. حامل اللقب تيرانا خرج من الدور الثاني بعدما خسر من كوكسي.

## المباراة النهائية
| لاتشي               | 0–1 (ب.و.إ.) | بيليس بالش |
| ------------------- | ------------ | ---------- |
| إيميليانو شيلا 119' | تقرير        |            |

## وصلات خارجية
- الموقع الرسمي (بالألبانية)
- كأس ألبانيا على soccerway.com